# Film (film 1964)
Film è un cortometraggio del 1964, diretto da Alan Schneider su sceneggiatura di Samuel Beckett. Si tratta dell'unico contributo da parte di Beckett per il grande schermo. Il film è stato prodotto nel 1964 a New York e presentato la prima volta nel 1965 alla Mostra del Cinema di Venezia, dove ottenne il diploma di merito. L'attore protagonista è Buster Keaton, che era stato negli anni '20 uno dei più importanti attori e registi del cinema muto.
La sceneggiatura con fotografie dal film è stata pubblicata in inglese nel 1967 da Faber & Faber, tradotta in francese da Beckett nel 1972 per Les Éditions de Minuit e in italiano da Maria Giovanna Andreolli per Einaudi (1985). Le edizioni recenti contengono anche un articolo-ricordo di Alain Schneider, Com'è stato girato «Film» (1969).

## Trama
Il film mostra gli sforzi disperati di un individuo senza nome e senza volto; sforzi compiuti nel tentativo di sfuggire ad ogni sguardo estraneo sul proprio sé. Il protagonista non vuole essere percepito e, pertanto, fugge da ogni occhio animale e umano. Ma alle sue spalle, non visto, uno sguardo insistente è lanciato in un pedinamento ossessivo e senza scampo. Quest'occhio indagatore - una misteriosa e angosciante presenza, anch'essa senza volto - non cessa di fissare l'uomo alle spalle, sino alla fine del film. E quando l'uomo crede di essere finalmente al sicuro da ogni sguardo, in una nuda stanza senza occhi, si trova di colpo faccia a faccia con il suo inseguitore, il cui occhio non può essere ignorato. In questa agnizione finale si scoprono così i volti dei due personaggi: essi sono la stessa persona. Lo sguardo dell'io su se stesso è ineliminabile.

## Sinossi

### Incipit
Compare il primissimo piano di un occhio, che lentamente si spalanca. La pupilla – biancastra –  si restringe e si dilata, mentre fissa davanti a sé. Ogni tanto, la palpebra sbatte. Dissolvenza incrociata.

### Occhio e Oggetto
Il primissimo piano dell'occhio scompare, lasciando il posto all'immagine di un grande muro, dall'aspetto rovinato.
Panoramica a destra del vecchio muro, il quale si rivela essere parte di un complesso industriale deserto; sullo sfondo, immerso nell'afa e nella luce, si delinea la silhouette di un grattacielo. Stacco e improvvisa panoramica a schiaffo verso sinistra, il cui movimento termina su un uomo che scappa, vestito di un lungo impermeabile grigio. Porta in testa un cappello con le falde, e una pezza gli copre il volto, che resta inaccessibile. Ha sotto il braccio una borsa di cuoio.
L'uomo
si accorge di essere guardato, avverte cioè di essere Oggetto dello sguardo di un estraneo. Colui che lo guarda (ovviamente si tratta della cinepresa, e lo spettatore sposerà fino alla fine del film tale punto di vista) è un'entità di cui non è dato conoscere il volto. Tale entità, che fissa insistentemente l'individuo in fuga, è l'Occhio.
L'uomo avverte la presenza dell'Occhio su di lui; dunque si ferma di colpo e si addossa al muro. Allora l'Occhio che lo fissa
si sposta di fianco: l'uomo torna così a sentirsi non osservato e prosegue rapidamente la sua fuga.
L'entità osservante inizia però ad andargli dietro, mantenendo una certa distanza e cercando di rimanere alle spalle del fuggitivo, così da non farsi notare. Inizia un vero e proprio inseguimento.
La fuga
continua.
L'uomo si muove con affanno, passando rasente al vecchio muro. Sbatte contro un
cavalletto, che si ribalta; egli non se ne cura. Stacco.

### La coppia
Poco dopo, lungo la sua traiettoria, il fuggitivo si scontra con
una coppia di passanti, un uomo e una donna, che leggono un giornale. La donna,
spaventata, si addossa al muro, mentre l'altro passante, nell'urto, perde il cappello. Il fuggitivo, dopo un istante di sbalordimento, continua imperterrito la sua corsa affannosa. Il passante allora, infuriato, sta per gridare qualcosa contro l'uomo. Unico suono del film: la donna
intima al compagno, con un sonoro «ssh!», di tacere e non proferire parola. Poi
entrambi si voltano. È solo adesso che si accorgono che qualcosa li sta fissando. A poco a poco si rendono conto che l'Occhio è su di loro. Sui
due volti si dipinge lo sgomento ed entrambi se ne vanno in
fretta. A questo punto l'Occhio, che si era attardato ad osservare la coppia, torna alla ricerca del suo Oggetto, ovvero l'uomo in fuga. Finalmente lo scorge che, nel frattempo, sta per sparire oltre il portone di un
edificio. Stacco.

### Vestibolo
All'interno
dell'edificio c'è un pianerottolo con due rampe di scale, una che sale e
l'altra che scende. L'uomo si dirige verso la rampa che scende e si ferma un
attimo a riposare dopo la lunga corsa. Mentre riposa, lo si vede tastarsi il polso, come se stesse verificando la presenza o meno del battito. Nel frattempo l'Occhio si avvicina. Ma a questo punto l'uomo inizia a sentirsi osservato; allora, di scatto, scende
alcuni scalini. L'Occhio retrocede.

### L'anziana fioraia
Appena
l'uomo si sente libero da ogni sguardo estraneo, torna sui suoi passi e imbocca l'altra rampa di scale, quella che conduce al primo piano. Ma si ferma: un'anziana signora, con in mano un cesto di fiori, sta venendo giù lentamente. Per non essere visto, l'uomo torna nuovamente a nascondersi dove era prima. Si siede e aspetta. La donna intanto,
sorridente, continua a scendere le scale, dirigendosi senza accorgersene verso l'Occhio, il quale la sta fissando, e che lei non ha ancora scorto;
ma non appena alza lo sguardo dai fiori, lo vede. A poco a poco, sul volto
dell'anziana signora si disegna un'espressione di terrore, di immenso sgomento
e, chiudendo gli occhi, si
accascia a terra, immobile. L'Occhio osserva la donna, ma presto si rivolge nuovamente all'uomo, che aveva lasciato seduto
sullo scalino. L'uomo non c'è più. Di scatto, l'Occhio lo ricerca, guardando in
direzione dell'altra rampa di scale: appena in tempo per vedere il fuggitivo
sparire al piano di sopra. Breve e confuso inseguimento dell'Occhio per
raggiungere l'uomo. Stacco.

### La stanza dei percipienti
Al piano di sopra l'individuo si sfila di tasca una
chiave ed entra velocemente in una stanza. Mentre varca la soglia, però,
l'Occhio gli è dietro ed entra nella stanza insieme a lui. L'uomo sbarra alle
sue spalle la porta, con furia. Poi accarezza la serratura chiusa
in un gesto di soddisfazione: l'uomo si sente al sicuro. Si tasta nuovamente il
polso, per monitorare i battiti. Dopodiché si addentra nella stanza, sfilandosi
la pezza che gli copriva il viso; l'Occhio è ancora alle spalle dell'uomo, per
cui il volto continua ad essergli inaccessibile. L'individuo si rilassa e
inizia a guardarsi attorno, come se non conoscesse la stanza in cui è entrato. Panoramica
a 180° da sinistra a destra, in cui si vede, in progressione, un vecchio
letto disfatto, una finestra, lo schienale di una sedia, uno specchio, un
comodino nell'angolo, un'immagine affissa al muro con un chiodo. L'immagine
mostra una figura semi-umana, dagli occhi enormi. Ricomincia l'ispezione della
stanza con un'altra panoramica a 180° da destra verso sinistra. Si nota di nuovo lo specchio appeso al muro. L'uomo fissa lo specchio, poi,
puntando lo sguardo verso il basso, vede a terra una cesta in cui stanno due
animali: un piccolo cane ed un grosso gatto. Rialzando lo sguardo, fissa per
qualche secondo l'unica finestra della stanza. Infine, torna a guardare il
letto, coperto di stracci. L'uomo si dirige, ad uno ad uno, verso gli oggetti
visti: prima verso il letto, poi verso la finestra. Dalla finestra il mondo
esterno appare indefinito. Si sposta poi verso i due animali e li guarda con
attenzione. Non riesce, invece, ad avvicinarsi allo specchio, davanti al quale
ha un moto di fastidio, tanto da doversi coprire il volto per evitare di
vedervisi riflesso. È a questo punto che l'uomo nota sul comodino nell'angolo
una gabbia con dentro un pappagallo ed una boccia di vetro piena d'acqua.

### Finestra, specchio e animali
L'uomo inavvertitamente si specchia, reagendo con un
violento sussulto; finisce poco dopo davanti alla finestra, reagendo allo stesso modo.
Si accosta, dunque, alla parete e con fare guardingo scivola rasente al muro
fino a trovarsi di lato alla tapparella. Allunga un braccio, abbassa la tapparella e tira le tende; la finestra, finalmente, è oscurata.
L'uomo accarezza il tendaggio con sollievo e si dirige verso il centro della
stanza; da là egli vede il cane e il gatto che lo stanno fissando. L'uomo si
china e sposta il muso ai due animali, cercando di far rivolgere il loro
sguardo altrove. Poi si incammina verso il comodino. Si arresta con un sussulto
non appena si accorge che sta per passare davanti allo specchio. Così si
volta, dirigendosi verso il letto, da dove prende una sudicia coperta. Poi
camminando rasente al muro, ne percorre tutto il perimetro giungendo davanti
allo specchio, che copre rapidamente. Con le mani accarezza lo specchio
coperto. Ora l'uomo è libero di andare verso la sedia al centro della stanza,
ma quando si trova vicino al comodino si ferma a guardarlo. Il pappagallo
dentro alla gabbia lo sta fissando. L'uomo passa oltre, proseguendo per un
breve tratto, finché non si volta verso la cesta dei due animali. Il cane ed il
gatto lo fissano insistentemente. Allora l'uomo si dirige risolutamente verso
la cesta e afferra il gatto. Lo conduce alla porta e lo sbatte fuori. Poi torna alla
cesta e prende il cane. Butta fuori anch'esso. Ma nell'aprire la porta per fare
uscire il cane, il gatto rientra. L'uomo si volta verso la cesta ed ha un moto
di sorpresa: il gatto è di nuovo nella cesta e lo sta fissando. L'uomo torna
sull'animale, lo afferra e lo conduce fuori. Ma nell'aprire la porta per fare
uscire il gatto, il cane rientra. L'uomo si volta verso la cesta ed ha un moto
di sorpresa: primissimo piano del
cane e dei suoi occhi. L'uomo afferra l'animale e torna alla porta, per
buttarlo fuori. Ma nell'aprire la porta per fare uscire il cane, il gatto
rientra. L'uomo si volta verso la cesta. Primissimo
piano dello sguardo sornione del gatto. L'uomo si lancia sul gatto, lo
prende, torna alla porta e con mille precauzioni lo mette fuori, stando attento
che non rientri il cane. Sbatte la porta e si gira verso la cesta. La cesta è
vuota. Tutto il corpo dell'uomo, finalmente, esprime soddisfazione. Ritorna
così alla porta. Con le mani protese chiude il catenaccio, accarezza la
serratura finalmente chiusa e torna tranquillo al centro della stanza. L'uomo
si china e raccoglie la sua borsa di cuoio, poi si dirige verso la sedia.
Mentre sta per raggiungerla, senza preavviso, la coperta che avvolgeva lo
specchio scivola giù e l'uomo, di colpo, si getta a terra. Da terra guarda
davanti a sé la coperta e si avvicina per prenderla. Procedendo carponi, recupera
la coperta e tenendola ben tesa davanti a sé copre di nuovo lo specchio, senza
guardarlo. Con le mani accarezza fiduciosamente la coperta. Poi indietreggia con
lo sguardo, così da controllare che tutte le parti dello specchio siano ben nascoste. Infine
si dirige verso la sedia.

### La sedia a dondolo e l'immagine di Dio Padre
L'uomo è davanti alla sedia a dondolo. La fissa. Una decorazione
dello schienale della sedia assomiglia a un volto grottesco. La visione è
sfuocata, ma emergono per brillantezza due fessure che sembrano occhi. L'uomo,
con fare turbato, si siede. La sedia oscilla (da qui si intuisce che si tratta
di una sedia a dondolo). L'uomo poggia a terra la borsa di cuoio e guarda
davanti a sé. Davanti vede una parete ingrigita e al centro della parete
l'immagine semi-umana dagli occhi immensi, fissata al muro con un grosso chiodo.
Il chiodo proietta la sua ombra filiforme verso il basso. L'uomo si rialza. Si
dirige con lentezza verso l'immagine tutta occhi (si tratta del viso di una statua di orante sumero da Tell Asmar un tempo al Museo di Baghdad). L'immagine si fa via via più
grande man mano che egli si avvicina. Infine, tutto il suo campo visivo è
occupato dagli occhi, dalle due immense pupille dell'essere semi-umano. L'uomo
è a ridosso dell'immagine. Con un movimento secco e brutale, la strappa dalla
parete e la fa a pezzi con ira. Poi getta a terra i frammenti e inizia a
calpestarli. Ai suoi piedi, che calpestano con feroce vigore l'immagine
infranta, un frammento contenente uno dei due grandi occhi continua a fissarlo.
L'uomo torna a sedersi sulla sedia a dondolo. Il muro è finalmente sgombro da
ogni fastidio. Al posto dell'immagine resta la sua forma: un riquadro vuoto,
chiaro, che spicca sulla parete ingrigita. Il chiodo continua a proiettare l'ombra
filiforme nel riquadro.

### La cartellina e gli altri animali
L'uomo prende da terra la borsa di cuoio e sfila dal
suo interno una cartellina cartacea, chiusa con uno spago avvolto intorno a due
fermagli di forma discoidale. Primissimo
piano della chiusura: i due piccoli dischi sembrano occhi. L'uomo allora
gira la cartellina su se stessa, così da rimuovere la spiacevole impressione
suscitatagli dai fermagli. L'uomo apre la cartellina, ma si ferma bruscamente,
voltandosi di scatto verso il pappagallo: il pappagallo lo sta fissando. L'uomo si alza e si sfila lentamente il
cappotto. Primo piano dell'occhio del
volatile: si apre e si chiude, continuando a ricambiare il suo sguardo. Con il
cappotto in mano, l'uomo si avventa contro la gabbia e la copre. Il pappagallo
non è più visibile. Poi ritorna verso la sedia, ma le fessure dello schienale
della sedia a dondolo lo stanno fissando. L'uomo fa per sedersi. Egli guarda
ancora il comodino, ma a colpirlo, adesso, è la boccia di vetro piena d'acqua, che
sta a fianco della gabbia coperta; dentro vi nuota un pesce rosso. L'uomo si
siede e guarda davanti a sé. Egli vede il muro ingrigito ed il segno lasciato
dall'immagine tolta. Riprende da terra la cartellina. Primissimo piano della chiusura: i due piccoli dischi che sembrano
occhi lo stanno fissando. Gira la cartellina su se stessa. Finalmente l'uomo
estrae dalla cartellina alcune immagini, ma con uno scatto le rimette dentro e
si gira verso il pesce. Primissimo piano
del muso del pesce, che lo sta guardando. L'uomo si alza ancora e si dirige
verso la boccia di vetro. Primissimo
piano dell'occhio del pesce. L'uomo avvolge la boccia di vetro con un margine
rimasto libero del cappotto, con cui aveva coperto il pappagallo. Aggiusta il
cappotto intorno alla boccia di vetro, poi stende le mani davanti a sé. Torna
alla sedia, fissando lo schienale: le fessure dello schienale della sedia a
dondolo lo stanno guardando. Finalmente si siede e si accerta di essere libero
da fastidi (sguardo alla boccia di vetro coperta, primo piano del chiodo e del riquadro chiaro sul muro). Infine,
finalmente, l'uomo riprende la cartellina. Primissimo
piano della chiusura: i due piccoli dischi che sembrano occhi lo stanno
fissando. Allora gira la cartellina su se stessa. Adesso è libero di estrarre
le immagini.

### Le foto
L'uomo osserva una dopo l'altra le fotografie. Intanto inizia a dondolarsi
sulla sedia a dondolo. L'Occhio, che fino ad ora ha osservato la scena
senza più dare particolari segni di sé, si avvicina alle spalle dell'uomo e
guarda insieme a lui le fotografie. Nella prima, una donna vestita di bianco e
con un grande cappello del medesimo colore tiene in braccio un bambino in
fasce. Nella seconda, una donna vestita di scuro contempla un bambino un po'
più grande, dallo sguardo chino e le mani giunte. Nella terza, un cane, posto su di una sedia, sta
in piedi su due zampe, mentre un giovane gli sta davanti nel gesto di dargli
un biscotto. Animale e giovane si fissano reciprocamente negli occhi. Nella
quarta, un giovane riceve l'attestato di laurea: ha lo sguardo chino davanti al
rettore; entrambi stanno in
piedi ed una folla di studenti guarda la scena da dietro. Nella quinta, un
fotografo sta scattando una fotografia ad una coppia di giovani fidanzati che
si guardano reciprocamente negli occhi. Al vedere la foto, l'uomo smette di
dondolarsi. Egli fissa attentamente la
fotografia. Dopo un attimo, passa a quella successiva, ricominciando a
dondolarsi, ma, quando vede la sesta foto, smette di nuovo. In essa è mostrata
una persona che tiene in braccio una bambina. Allora l'uomo con una mano accarezza dolcemente il volto della
bambina nella foto. L'uomo riprende a dondolarsi e cambia immagine. La settima
mostra un vecchio, dal volto arcigno, con una grossa benda nera sull'occhio
sinistro; con l'occhio rimastogli, il vecchio guarda diritto nell'obiettivo. Al
vedere questa immagine, l'uomo pare irritato e stringe con forza le mani
intorno ad essa. Inizia a strappare le foto, una ad una, partendo dalla settima
fino alla prima. Le fa in quattro pezzi e getta i frammenti a terra. Fatica a
strappare la prima foto: sembra più resistente delle altre. Ma ha la meglio.
Gettato tutto a terra, l'uomo si dondola con rinnovato vigore, le mani sui
braccioli della sedia a dondolo. Poi ferma l'oscillazione: con una mano si
ascolta il polso. Mentre
l'uomo dondola, l'Occhio inizia a muoversi intorno alla sedia.

### Il sonno e primo tentativo d'agnizione
A poco a poco,
il dondolio diminuisce: l'uomo si sta addormentando. L'Occhio ne approfitta per
superare l'angolo di 45°, da cui finora aveva osservato la scena. Si comincia,
così, ad intravedere il profilo dell'uomo: ha una benda sull'occhio sinistro.
Ma a questo punto, l'uomo ha un sobbalzo e l'Occhio retrocede velocemente, come
per non farsi scorgere. Ricomincia
il dondolio. Ma a poco a poco il movimento scema sempre più. Infine, cessa del
tutto e l'uomo si abbandona al sonno.

### Agnizione finale
Panoramica
a 360° gradi: l'Occhio si volge verso la parete e,
come in una corsa folle, ripercorre il perimetro della stanza, incontrando
sulla propria visuale tutto ciò che l'uomo, precedentemente, aveva coperto. In
progressione: la finestra oscurata, lo specchio velato, il comodino nascosto
dal cappotto, il muro con l'impronta chiara ed il chiodo. Arrivato qui, di
scatto si volge verso l'uomo, frontalmente; e l'Occhio si ferma. Adesso, per la
prima volta,  gli è possibile vedere in
volto l'uomo addormentato: è lo stesso anziano della settima fotografia. L'uomo a un tratto ha un sobbalzo e si sveglia. Il suo occhio incrocia l'Occhio: si guardano. L'uomo ha un nuovo e più violento
scossone e tenta di alzarsi. Solo adesso si rende conto di chi gli sta di
fronte e spalanca la bocca in un moto di enorme sorpresa.
Soggettiva dell'uomo:
egli vede in piedi, a poca distanza, se stesso, la sua figura, che lo scruta
con sguardo indefinibile. L'Occhio è lui stesso.
Soggettiva dell'Occhio:
egli guarda in volto l'uomo, che si accascia sulla sedia, coprendosi il viso
con le mani, per poi, dopo un attimo, tornare a guardarlo. L'uomo è lui stesso.
Soggettiva dell'uomo:
primissimo piano dell'altro sé, in piedi, dallo sguardo implacabile. Anch'egli
porta una benda sull'occhio sinistro.
Soggettiva dell'Occhio:
egli guarda fissamente l'uomo, che torna a coprirsi il volto con le mani. Il
dondolio della sedia si fa, via via, sempre più lento e minuto, finché non
diventa impercettibile. Infine, tutto è fermo. Stacco.

### Conclusione
Compare
il primissimo piano di un occhio, che lentamente si spalanca. La pupilla –
biancastra –  si restringe e si dilata,
mentre fissa davanti a sé. Ogni tanto, la palpebra sbatte. Fermo-immagine. Titoli di coda.

## Sceneggiatura
«Esse est percipi. Soppressa ogni percezione estranea, animale, umana, divina, la percezione di sé continua ad esistere. Il tentativo di non essere, nella fuga da ogni percezione estranea, si vanifica di fronte all'ineluttabilità della percezione di sé». (Samuel Beckett, Film).
I due individui sullo schermo non hanno un nome, ma nemmeno la sceneggiatura gliene assegna uno. Entrambi, come Beckett stesso specifica, sono componenti di un unico individuo scisso. Il nome con cui vengono distinti è legato alla loro natura: l'inseguitore è E, abbreviazione di Eye, mentre l'inseguito è O, abbreviazione di Object.
Beckett stabilisce nella sceneggiatura che E debba rimanere sempre entro un angolo di 45° dal volto di O. Si tratta di quello che Beckett chiama angolo di immunità. Se l'angolo di immunità viene superato, O inizia ad avvertire la presenza dello sguardo di E su di lui. Ogni volta, nel film, che E tenta di superare tale angolo di immunità, O ha una violenta reazione che respinge E nuovamente alle spalle.
La vicenda, stando al testo, dovrebbe svolgersi nel 1929. La stanza verso cui l'uomo si dirige potrebbe essere la stanza della madre di O, momentaneamente assente perché malata. Beckett stesso specifica che quest'ultima informazione non è necessario che sia esplicitata dal film.
L'ambizione di Beckett era di avere un controllo totale sull'immagine, grazie alla natura del mezzo cinematografico e gli strumenti di manipolazione della postproduzione. A lavoro finito ebbe occasione di esprimere la sua delusione per tali aspettative.

## Interpretazione
Il nucleo poetico e drammatico dell'opera nasce dall'uso del celebre assunto filosofico esse est percipi di George Berkeley, vescovo della Chiesa Anglicana e filosofo irlandese a cavallo tra '600 e '700. Poiché "essere è essere percepiti", il dramma che inquieta O è quello di essere percepito - ovvero di essere costretto a essere. Ma anche eliminata ogni percezione estranea (animale, umana, divina) la percezione di se stessi - incarnata da E - continua a esistere; di conseguenza, ogni tentativo di non essere è destinato intrinsecamente a fallire.
Nella sceneggiatura, O ed E costituiscono le due parti scisse del medesimo individuo; pertanto, essi sono identici, anche se perseguono intenti contrari (O desidera non esistere, E non può fare a meno di percepire, dunque di "far esistere"). Il particolare rapporto sussistente fra O ed E - inquadrabile in un atipico caso di doppelgänger - costituisce quella che è stata definita "identità palindromica". Lo sguardo di E, da una prospettiva filosofica, è stato definito "sguardo ontovedente".

## Curiosità
Il film è stato riproposto e musicato all'interno del progetto "Geoff Farina Film Project" del chitarrista dei Karate Geoff Farina.